# Meule (outil)
Pour les articles homonymes, voir Meule.

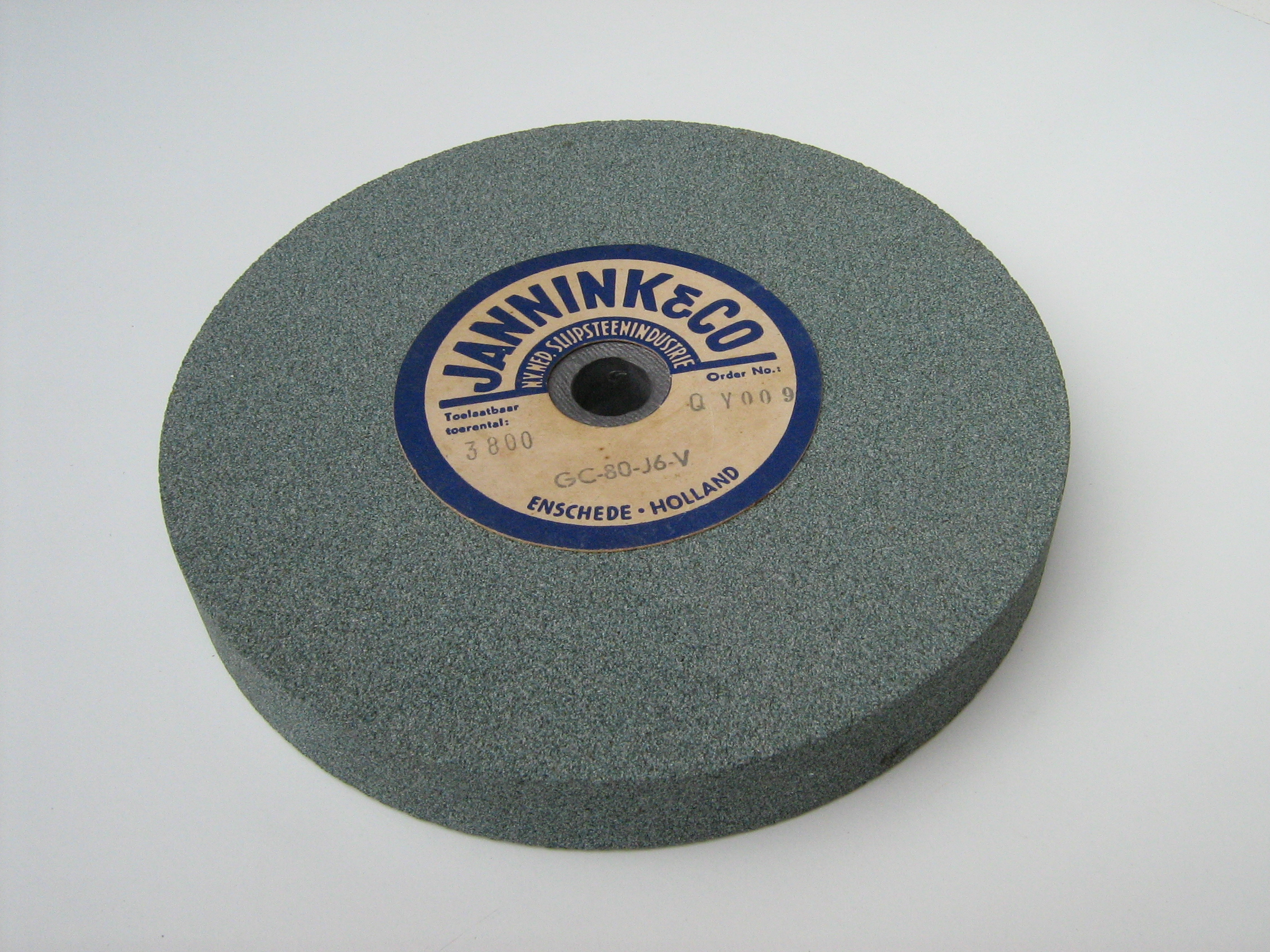
Disque pour meuleuse électrique.

La meule (outil) (ou outil meule) est un disque constitué de grains d’émeri,  montée sur une machine-outil appelée meuleuse ou disqueuse, qui sert à usiner de la matière par abrasion.

## Constitution
- Les abrasifs utilisés sont très durs, ils sont : 
  - naturels (grès, émeri, diamant)
  - artificiels (alumine cristallisée ou carbure de silicium cristallisé).

- Un agglomérant pour lier les particules d’abrasif entre elles. La répartition des particules abrasives doit être régulière, de telle manière que la meule présente la plus grande homogénéité possible. Cet agglomérant n’exerce aucune action abrasive, mais c’est de sa nature que dépend la résistance de la meule au travail, aux chocs et à tout effort de rupture. Il peut être de différentes natures : 
  - minéraux (silicate, argile, céramique) pour meules courantes,
  - végétaux (caoutchouc) pour meules souples,
  - synthétiques (bakélite, résines) pour meules souples.

## Formes
Toujours sous la forme d’un cylindre, ses dimensions et formes en largeur sont innombrables et adaptées à chaque usage.
- Plate à bord plat ou de forme adaptée,
- en forme d’assiette,
- en forme conique,
- en forme de boisseau,
- en forme de boule,
- sur tige longue, de différents diamètres.

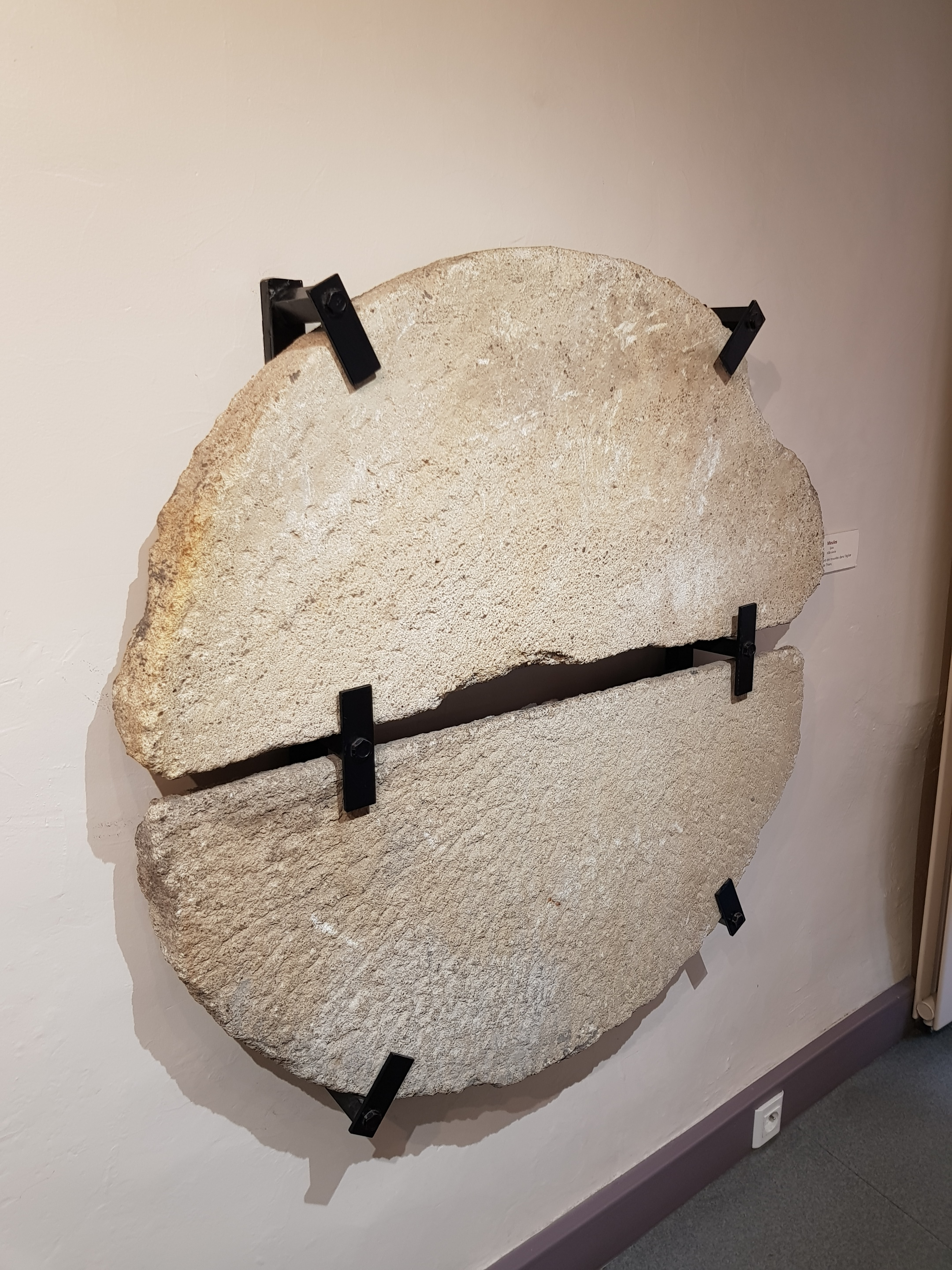
Demi-meules au Musée de la coutellerie de Thiers.

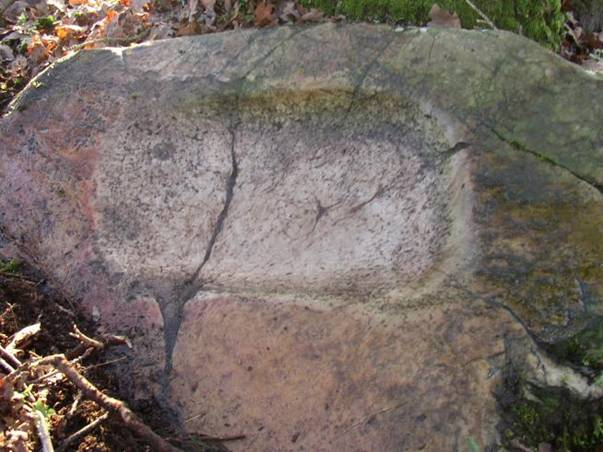
Meules
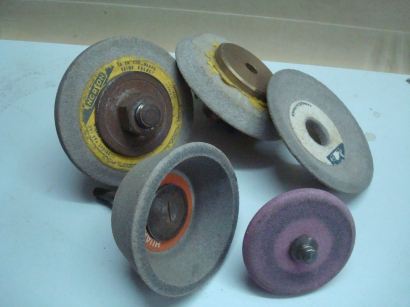
Meules d’affûtage
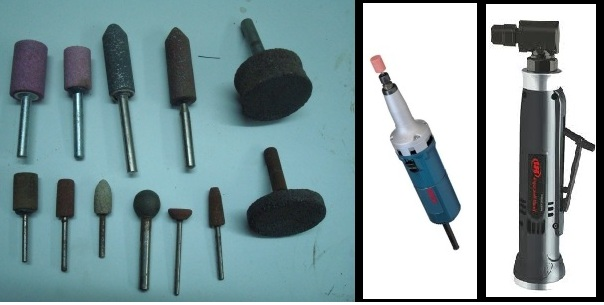
Petites meules
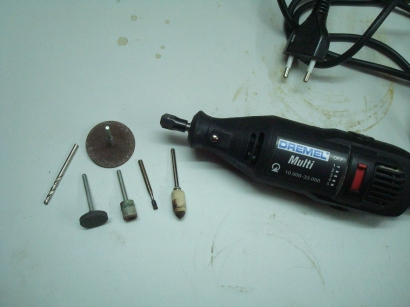
Mini meuleuse
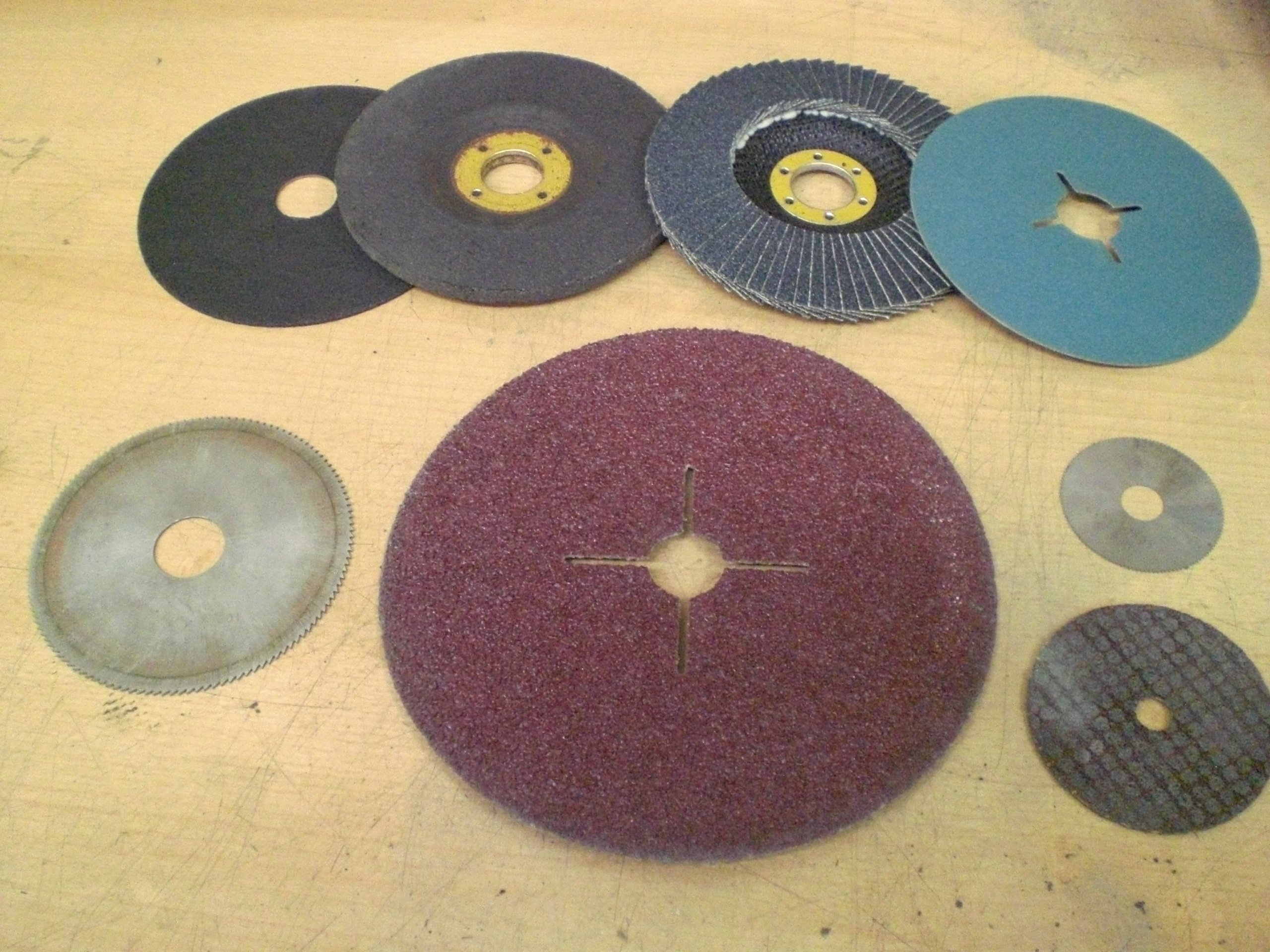
Disques abrasifs

## Affûtage et montage
- L’entretien des meules s’opère à l’aide d’un diabolo aussi appelé décrasse meule,

- Le taillage s’opère à l’outil diamant.

- le montage des meules demande un soin tout particulier vu la vitesse de rotation de celles-ci. Éviter tout choc, positionner correctement les supports par rapport à la meule, utiliser des écrans de protection translucides et porter des lunettes de sécurité et éviter autant que possible de se maintenir devant l'outil en rotation.

## Sources et références
- Cours de perfectionnement BPD et BTSBE, automobiles Peugeot Sochaux, 1969-1976.